# Kopanický potok
Kopanický potok – potok, prawy dopływ Hronu na Słowacji. Jest ciekiem 3 rzędu. Wypływa na wysokości około 1650 m w dolinie wciosowej między południowymi grzbietami szczytów Bartková (1790 m) i Orlová (1840 m) w Niżnych Tatrach. Spływa krętą i porośniętą lasem doliną Lukačiková, następnie wypływa na bezleśne, zabudowane obszary miejscowości  Pohorelá na Kotlinie Helpiańskiej (Heľpianske podolie). Uchodzi do Hronu na wysokości około 670 m w zabudowanym terenie Pohoreli.
Posiada 3 dopływy: Skalný potok, Uplazový potok i potok spod szczytu Andrejcová. Górna część zlewni obejmuje porośnięte lasem południowe zbocza Niżnych Tatr. Na tym odcinku na Kopanickim Potoku znajduje się Vodopád pod Orlovou. Dolna część zlewni to zabudowane tereny Pohoreli i pól uprawnych tej miejscowości.

## Szlaki turystyczne
Pohorelá – Lukačiková – Na Ohrade – Vodopád pod Orlovou. Suma podejść 415 m, czas przejścia 1.35 h